# Fobello
Fobello (Fobél o Fobeli in piemontese) è un comune italiano di 185 abitanti della provincia di Vercelli in Piemonte. Si trova in Valsesia, collocato all'estremità di uno dei due rami della Val Mastallone.
Il vallone di Roj, nel territorio comunale di Fobello, fa parte del parco naturale dell'Alta Val Sesia e dell'Alta Val Strona.

## Geografia fisica
Fobello è un piccolo paese montano situato nella parte nord-orientale del Piemonte, in Valsesia. Il territorio del paese, il cui nucleo sorge lungo le sponde del torrente Mastallone, presenta delle variazioni di altitudine molto accentuate: da un minimo di 778 fino a un massimo di 2459 metri sul livello del mare.

## Origini del nome
Secondo un'antica leggenda l'origine del nome Fobello deriva da un imponente faggio che, in passato, sorgeva nei pressi del paese; tale teoria etimologica è confermata da una scritta incisa nel bronzo sulla fontana della piazza. Tuttavia, alcuni studiosi sostengono che tale nome derivi invece dall'unione di due parole del dialetto valsesiano: fund ("fondo") a indicare un territorio ricco e coltivabile; bel, inteso come aggettivo "bello".

## Storia

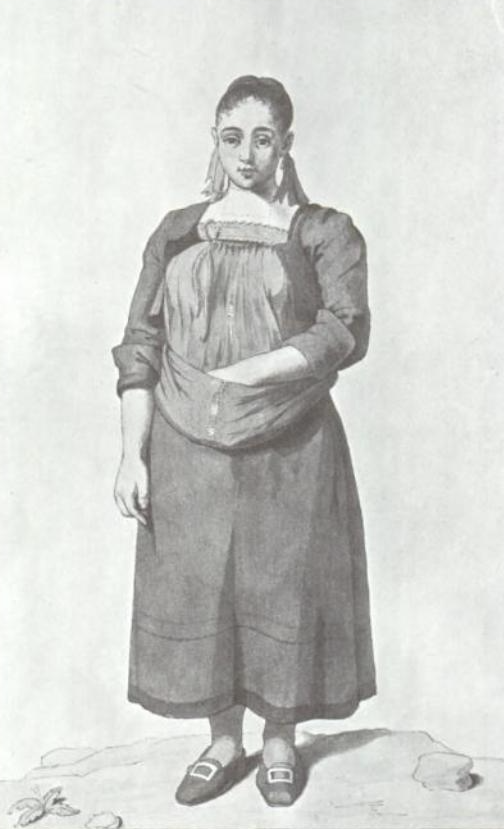
Costume tradizionale

La popolazione ha sempre vissuto di agricoltura, pastorizia ed emigrazione: dal 1800, oltre a Torino, i fobellesi si spostarono in tutta Europa, distinguendosi specie nel settore alberghiero.
A Fobello nacque Vincenzo Lancia, fondatore dell'omonima casa automobilistica.

### Simboli
Lo stemma del comune di Fobello è stato concesso con decreto del presidente della Repubblica in data 26 dicembre 1963.
Il motto e gli alberi fanno riferimento al termine fó, che in dialetto significa "faggio", ed ha assonanza col nome del paese.
Il gonfalone municipale è costituito da un drappo azzurro, riccamente ornato di ricami d'argento e caricato dello stemma del Comune.

## Società

### Evoluzione demografica
Abitanti censiti

### Tradizioni e cultura
A Fobello sono tenute ancora vive diverse tradizioni di origine antica:
- L'ultima domenica di Carnevale, nella piazza principale viene distribuita la Paniccia: zuppa di verdure miste con trippa e salamini[4].
- Il martedì grasso, gruppi mascherati vanno di frazione in frazione a fare rumore, per disturbare il sonno degli abitanti, con campanacci e latte vuote. Chi riceve la "visita" deve a sua volta "renderla" alla frazione da cui provengono i disturbatori, pena la presenza di topi nelle case per tutto l'anno. Questa usanza viene chiamata in dialetto "sunè i rait".[4]
- Lo scambio dei pani: due volte l'anno, nei giorni dell'Ascensione e della Pentecoste, tra Fobello e Rimella (paese d'origine Walser) ci si scambia il pane benedetto.[4]
- Il giorno dei Santi le associazioni locali organizzano davanti alla Parrocchiale un grande fuoco per arrostire le caldarroste.[4]

### Artigianato
Per quanto riguarda l'artigianato, importante è la lavorazione del puncetto, un pizzo ad ago usato per impreziosire vari oggetti quali tovagliette, fazzoletti e anticamente paramenti sacri e tradizionali costumi locali. A Fobello sono presenti rinomate scuole artigiane che insegnano l'arte del puncetto.

## Economia

### Turismo
Fobello ha ricevuto la Bandiera Arancione del Touring Club Italiano, certificazione di eccellenza turistica e ambientale per i comuni dell'entroterra con meno di 15 000 abitanti.

## Cultura

### Musei

#### Museo Puncetto
Ospitato in una casa d’epoca nel centro di Fobello, si trova il museo del puncetto: una trina millenaria eseguita esclusivamente in Valsesia, giunta con l'invasione saracena del X secolo.

#### Valsesia Lancia Story
Mostra permanente intitolata al fondatore della casa automobilistica Lancia. L’esposizione comprende documenti, fotografie, giornali ed oggetti che ripercorrono la vita dell’illustre fobellese e della Lancia.